# Rivanazzano Terme
Rivanazzano Terme är en ort och kommun i provinsen Pavia i regionen Lombardiet i Italien. Kommunen hade 5 327 invånare (2018).